# Ассирийский Новый год
Ассирийский Новый год (сир. ܚܕ ܒܢܝܣܢ Kha b' Nisan/Ha b' Nisin — первое апреля; ассир. ܪܫܐ ܕܫܢܬܐ Resha d-Sheta; ассир. ܐܟܝܬܘ Akitu) — ассирийский праздник наступления весны, проводящийся 1 апреля.
Ассирийцы отмечают этот день, устраивая парады и вечеринки с национальными танцами, а также посещая центры собрания общины, в которых они слушают стихи о создании мира. Принято также надевать традиционную одежду. Проведение празднеств в день ассирийского нового года характерно также для ассирийских общин в Западной Европе и США. Одним из самых красочных и зрелищных является парад ассирийцев в Чикаго. В 2004 году губернатор Калифорнии Арнольд Шварценеггер поздравлял ассирийскую общину штата с днём Ассирийского нового года.
В ассирийских деревнях у девушек сохранилась традиция собирать цветы и растения с крыши дома и собирать из них «бороду апреля/весны».
Правительство Сирии, где проживает значительное число ассирийцев, не относит данный праздник к числу государственных и не поощряет его отмечание, тем не менее ассирийцы, живущие в этой стране, продолжают праздновать его. Так, в 2002 году ассирийцы в Сирии отметили Новый год массовой свадьбой 16 пар с более чем 25 000 посетителей. В Турции после образования республики праздник был запрещён, и впервые разрешён только в 2005 году, в связи с либеральными мерами, принятыми для ускорения принятия Турции в ЕС.
Одно из крупнейших празднований Ассирийского нового года прошло в Ираке в 2008 году по инициативе Ассирийского демократического движения. В шествии по случаю праздника приняло участие от 45 до 65 тыс. чел. В период правления в Ираке Саддама Хусейна руководство страны препятствовало проведению торжеств в этот день.